# کیم باتن
کیم باتن (انگلیسی: Kim Batten؛ زادهٔ ۲۹ مارس ۱۹۶۹) دونده اهل ایالات متحده آمریکا بود.
وی در مسابقات کشوری و بین‌المللی در مجموع برندهٔ ۲ مدال طلا، ۲ مدال نقره، ۱ مدال برنز شده‌است.